# Mervent
Mervent é uma comuna francesa na região administrativa da Pays de la Loire, no departamento de Vendéia. Estende-se por uma área de 22,23 km². Em 2010 a comuna tinha 1 064 habitantes (densidade: 47,9 hab./km²).